# 集団的懲罰
集団的懲罰（しゅうだんてきちょうばつ）、集団罰（しゅうだんばつ）は、ある集団のメンバーによって犯されたとされる行為に対して、その集団全体に罰または制裁を課すことである。この集団は、民族や政治的集団である場合や、単に加害者の家族、友人、隣人である場合がある。行為に責任のない個人が標的にされるため、集団的懲罰は個人の責任という基本原則と両立しない。罰を受ける集団は、同じ地域に住んでいる以外に加害者と直接的な関連がないことが多く、加害者の行動に影響を与えられるとは限らない。集団的懲罰は、国家間紛争か国内紛争かに限らず戦争犯罪であり、条約（ジュネーブ条約の共通条項33と追加議定書II第6条第2項b）により禁止されている。

## 法源

### ハーグ条約
ハーグ条約は、占領された地域の財産に対する占領者の権利の限界と特権に関するガイドラインとしてしばしば引用される。
占領者が占領下の資源を利用する際の制限の一つに、集団的罰に対する私的財産の保護を規定した第50条がある。ただし、例外として、軍の使用のための接収が許されているが、その場合、「平和が成立した際には財産を復元し、補償を定めなければならない」という要件が付随する。

### ジュネーヴ条約
国境なき医師団は次のように述べている。

国際法は、自らが犯した行為以外で個人を罰することはできないと位置づけている。これにより、個人が犯した犯罪に対する一群の人々への集団的懲罰の禁止が保証されている。
...これは、ジュネーヴ条約およびその議定書によって確立された基本的な保証の一つである。
この保証は、保護されるべき人々にのみ適用されるのではなく、彼らの地位が何であれ、また彼らがどのカテゴリーの人々に属しているかに関わらず、すべての個人に適用される。...

### 引用
- “Israeli authorities must end collective punishment of Palestinians in Hebronm protect human rights defenders in the city”. Amnesty International. (2016年2月25日). pp. 1–6
- Bregman, Ahron (2014). Cursed Victory: A History of Israel and the Occupied Territories. Penguin UK. ISBN 978-1-846-14735-7
- Jamjoum, Lama (2002). “The Effects of Israeli Violations During the Second Uprising "Intifada" on Palestinian Health Conditions”. Social Justice 29 (3):  53–72. JSTOR 29768136.
- Likhovski, Assaf (2017). Tax Law and Social Norms in Mandatory Palestine and Israel. Cambridge University Press. ISBN 978-1-316-82019-3
- Playfair, Emma (Fall 1988). “Israel's Security Needs in the West Bank, Real and Contrived”. Arab Studies Quarterly 10 (4):  406–423. JSTOR 41857980.
- Shahak, Israel (Autumn 1974). “Ethos of Conflict of the Palestinian Society”. Journal of Palestine Studies 4 (1):  181–186. doi:10.2307/2535945. JSTOR 2535945.